# ライオン・キング2 シンバズ・プライド
『ライオン・キング2 シンバズ・プライド』は、ディズニーによる『ライオン・キング』の続編として制作されたビデオ作品である。全米では、1998年の制作作品。日本のセルビデオ版は1999年8月26日に発売。

## 概要
父親と娘の関係という部分では前作と同様に『ジャングル大帝』と被ってしまう部分があるものの、シンバの父娘関係はゴライアスとアンジェラの関係をモデルにしたものであるため前作で和解が成立したこともあり前作のように盗作騒動で騒がれることはなかった。作中でキアラは父親のシンバに止められているにもかかわらずコブと友達として何度か密会を重ねていた。本作では若いライオンの雌雄が密会を重ねるというものになっている。これは本作が『ロミオとジュリエット』もモチーフにしているからである（敵対している家族の娘と息子が互いに惹かれていくという内容のため）。
日本でのセルビデオ出荷本数は110万本。

## ストーリー
プライド・ランドの王となったシンバと妻・ナラとの間に誕生したキアラは、活発でお転婆なメスライオン。いつも父であるシンバの言いつけを無視して遊びに行っては父に甘やかされていた。そんなある日、キアラはアウト・ランドへ追放された、スカーの息子（養子）・コブと出会い、彼と仲良くなる。そんな二人を見ていたのは、スカーとかつてプライド・ランドを支配していたスカーの妻・ジラだった。スカーが死んで以来、アウト・ランドに追放されていたのだった。シンバは今日のところは大目に見ることにした。一方、ジラもコブがキアラと仲良くしていたことに怒っていたが、逆にそれを利用してプライド・ランドへ返り咲く策略を考えつく。そこで、ジラはコブにシンバを義父・スカーの仇として憎しみを植え付けるように育て、シンバを暗殺して、プライド・ランドを再び支配する事が使命であると信じ込ませた。
それから月日がたち、キアラとコブも大人になった頃。キアラが初めて狩りにサバンナへと出たのを見計らい、ジラは予てからの計画を実行に移す。手始めにコブの兄・ヌカと姉・ビタニにサバンナで火事を起こさせ、窮地に立たされたキアラをコブが救う事でふたりを接近させる。シンバはコブをプライド・ランドへ戻す事に難色を示すが、キアラを救ってもらった恩義もあって渋々それを了承する。こうしてプライド・ランドへと潜入する事に成功したコブは、初めは母の命令どおりにシンバの暗殺を狙うが、キアラと接していく内に植え付けられていた復讐心が氷解していき、キアラもまた、初めはコブに対して警戒心を抱いていたものの、ティモンとプンバァに自分の背中を押してもらわれ、更にザズーからも「助けてもらった借りは返すべき」だと励まされた事でコブと仲良くなり、やがてラフィキの仲立ちもあって、互いに愛し合う仲となった。同時にコブは自分の宿命とライオン同士の対立に疑問を抱くまでになるが、そんな彼の思いとは裏腹に、いつまでもシンバ暗殺を実行に移さないコブに痺れを切らしたジラ達は、コブと共にサバンナへと繰り出していたシンバを奇襲する。どうにか窮地を乗り切ったシンバだったが、その拍子にヌカが事故死してしまい、コブはジラからシンバ暗殺を実行しなかった事を責められ、「お前が何もしなかったせいでヌカは死んだ！お前がヌカを殺した！」と罵倒され、その場から飛び出してしまう。
一方、這々の体でプライド・ランドへと戻ったシンバは、この奇襲がコブのだまし討ちによるものと見做す。行き場を失ったコブはシンバに弁解・謝罪するも既に遅く、シンバのみならずプライド・ランドの全住民から信用を失ったコブは追放されてしまう。キアラはコブが裏切った事が信じられず、シンバと衝突した末にプライド・ロックを飛び出し、コブを探してサバンナを彷徨う。なんとか再会したふたりは、このままではいけないと考え「新しい世界を作ろう」とプライド・ランド、アウト・ランドのライオン達の諍いを止める事を決心する。
だが、それと時を同じくして、ジラ率いるアウト・ランドのライオン達は遂にプライド・ランドへの総攻撃を開始。迎え討つシンバ達と壮絶な争いが始まっていた。荒天の中、シンバとジラは互いに譲らない勝負を繰り広げるも、キアラとコブが止める。キアラが「みんな私たちと同じよ」と言った事で、ジラを除くアウト・ランドのライオン達は戦いを止める。その様子を見たシンバは、ひとり残ったジラに「過去は手放して、未来に進もう」と和解を提案するが、スカーの仇討ちに固執するジラはそれを蹴って、再びシンバに襲い掛かるも、止めに入ったキアラと共に崖下へ落ちてしまう。キアラはジラを助けようとするが、ジラは振り払ってしまう。それでも諦めずに手を差し伸べようするキアラに、胸を打たれ、ようやく改心しそうになるジラだったが、間に合わずに崖から濁流へと転落し、水に飲みこまれて死んでしまう。コブだけでなくキアラもジラを救えなかった事を悲しんだ。キアラだけでも助けたシンバは安堵し、そしてコブに自分の過ちを謝り、アウト・ランドのライオンたちの事も許し、共に暮らすことになった。そしてコブとキアラは結婚し、プライド・ランドの新たな王子と王女になったのだった。そして、それをムファサは天から見守っていた。

## キャラクター
※以下の紹介には、テレビ版での設定も含む。

### 主要キャラクター
キアラ
シンバとナラの間に生まれた娘（祖父はいない（家系図では、ムファサとサラビとサラフィナの孫娘で、スカーの姪孫、アハディとウルのひ孫にもあたる））。
当初、ティモンたちは坊やだと勘違いしており、女の子だと知った途端、失神した。
おてんばで活発、好奇心旺盛であり、父親のシンバをハラハラさせる。母親のナラは比較的冷静にかつ寛大に見守っている。その上しっかり者であり、父親から言われた言いつけを無視していることが多いがちゃんと守っている所ある。敵味方問わずお人好しで、落ちそうになるジラを助けようとしたが間に合わず、彼女の死を悲しんだ。
ある日、アウトランドでコブというオスライオンに会い、友達になる。しかし、プライド・ランドのライオンと、アウトランドのライオンは犬猿の仲だったため引き離された。大人になってから再会し、ラフィキの活躍によってコブと恋に落ちる。しかし、父親に追い出されたコブの事でショックを受けて家出する。そんな時、ティモンとプンバァ、ザズーに励まされ、コブを探し出す。なんとか彼と再会でき、新しい世界を作る約束をした。共にライオン同士の争いを止めさせるべく尽力する。
終戦後はコブと結婚した。
なお、この作品ではキアラの兄弟は登場しなかった。前作ではフラッフィー（Fluffy）という第一子が誕生していたが、今作では登場しない。コパという兄は、絵本やオーディオブック等で登場しているが、作者もディズニーも公式の世界線との繋がりを否定している。子供向けチャンネルディズニージュニアのアニメ「ライオン・ガード」で、カイオン（Kion）という第二子の弟が登場する。
コブ
ジラの息子（第三子の次男）。シンバがプライド・ランドに帰ってくる直前に誕生した。
ヌカとビタニとは違い、スカーの子ではないが跡取りに指名された。スカーが死んだ後、一族と共にアウト・ランドへ追放される。
幼少時は心の優しく純粋な子供らしい側面も見せていたが、母親のジラによって、シンバを憎むように教育されて育つ。スカーの跡継ぎをする気は端から無かったが、ジラに育てられた事で、自分に興味を持ったキアラを利用して、その父親にして自身の義理の従兄であるシンバに近づき殺害しようとしていたが、子供の頃の純粋さを失っていない為、キアラと交流を重ねる内に真剣に愛し合うようになり、そして、サバンナに繰り出したシンバとの対話を通して、復讐に疑問を感じるようになる。
だが、そんなコブに痺れを切らしたジラ達が、コブの知らぬうちに待ち伏せを計画し、奇襲をかける。コブはどうにかシンバを逃がそうとするが、混乱の末に、ヌカが事故死してしまい、それの責任をジラから詰られ、左目にスカーと同じ傷をつけられ、飛び出してしまった。その後、プライド・ランドに戻ったシンバに弁解・謝罪するも、彼からはジラ達に加担していたと誤解され、全国民の前で追放を宣言されてしまう。
その後、プライド・ランドを脱走したキアラと再会し、共にライオン同士の抗争を止める事を決意し、プライド・ランド、アウト・ランド両国のライオン達の抗争にキアラと共に介入。母・ジラを失いながらも、ビタニ達他のアウト・ランドのライオン達の説得に成功。終戦へ導いた事で、シンバとも和解し、プライド・ランドに帰ってキアラと結婚。キアラの夫になった。

### 敵（コブの親族）
ジラ
アウト・ランドのメスライオンのリーダー。コブ、ヌカ、ビタニの母親。スカーの妻でありシンバの義理の叔母で、キアラの義理の大叔母にあたる。本作のディズニー・ヴィランズ。
スカーが生きていた頃はプライド・ランドのメスライオンの頂点に君臨していたが、スカー死亡後、一族でアウト・ランドへ追いやられたため、義理の甥にあたるシンバを深く憎む。コブをスカーの跡取りとして育て、プライド・ランドへ舞い戻るのを夢見ている。
復讐と憎しみにかられ、邪魔をするならば実子といえども容赦しないが、ヌカが死んだ際には、母親らしい一面も垣間見えた。
キアラを利用してコブをプライド・ランドへ送り込み、シンバの隙をついて暗殺させる筋書きだったが、コブがキアラと本当に愛し合う仲になった事で、いつまでもシンバ暗殺を実行に移さない事にしびれを切らした結果、ヌカ、ビタニらと共にシンバを奇襲する作戦に出るが、止めようとしたコブの横槍やシンバの抵抗を受けた結果、ヌカが事故死してしまう。
コブの左目にスカーと同じ傷をつけ、ヌカが死んだのを指示通りに暗殺を実行しなかったコブのせいにして、彼をアウト・ランドから追放した。
その後、シンバが傷ついた今が攻め時と、群れ総出でプライド・ランドへと攻め込み、シンバと対戦するが、キアラに制止される。キアラとコブの説得によって娘と仲間が戦いを放棄した事に怒り、シンバからの和解の提案も一蹴し、尚も彼に襲いかかるが、キアラに阻止され、2頭で崖に転落してしまう。濁流に落ちそうになるも、キアラの助けを払いのける。
しかし、尚も懸命に自身を助けようとするキアラの姿を見た事でついに改心して彼女の手を取ろうとするが、その直後に崖が崩れてそのまま漂流に落ちて死亡した。最後の最後でキアラやコブの言葉を受け入れたものの、既のところで間に合わなかったというディズニー・ヴィランズの中でも悲しい最後を迎えた。
ヌカ
ジラとスカーの息子（第一子の長男）。たてがみが縮れており、やや貧相なライオン。
年下の上、実の息子でもないのに、スカーの跡取りとして育てられているコブを快く思っておらず、影で「シロアリ小僧」と呼んで疎んでいる。
間抜けなところはあるが、母親を愛し、良いところを見せようと頑張る。ジラからも期待こそされていないが、決して愛情を抱かれていないわけではない。
ジラ達が起こした奇襲作戦でシンバを捕らえようとするも抵抗された事でしくじってしまい失敗した上、落ちてきた倒木の下敷きになってしまう。最後は悲しむ母親の手を取りながら、失敗を侘びつつ、息を引き取った。彼の死により、コブはジラ達から裏切り者と見なされる事となった。
ビタニ
ジラとスカーの娘（第二子の長女）。コブやキアラとは同年齢。
兄や弟と同様に、シンバへの復讐心をジラによって植え付けられており、母の右腕となって、シンバを狙うが、コブと同様、根は純粋な心を持っていて家族思い。
実兄であるヌカと違いコブを大切に思っていてしっかり者であり、罠や偵察を積極的に行い、ナラとも互角に渡り合う。ヌカの死によって母親と共に悲しむ。コブ追放に対しては感情は出せなかったが、母親に追放されたコブを心配して、大好きな母親に対して疑問と大切な弟に対して罪悪感を抱くようになる。最後には、キアラの言葉に心を揺さぶられ他のメスライオンと共にシンバに降伏し、初めて母親に反抗的な態度で立ち向かった。それでも母親のことを大切に思っていたらしくジラの死にコブと一緒に悲しんだ。終戦後、アウトランドのライオンと共にプライド・ランドに住むことになり、キアラとコブの結婚を祝った。

### 前作の主要キャラクター・仲間・その他
シンバ
ムファサとサラビの息子。キアラの父親であり、前作の主人公。幼少期にプライド・ランドを逃げ出すが、成長してから帰還。スカーと対決し、勝利した後、王となった。
幼なじみのナラと結婚し、キアラを授かる。前作で数々の苦難に遭った経験から、キアラに対しては特に心配性で過保護になっている。また、アウト・ランドに追放したスカー派のライオン達を「卑怯者」と称して、偏見と呼べる程の強い警戒心を抱いている。
また、独身の頃の一人称は「僕」と「俺」だが、キアラの誕生後の一人称は「私」になった。声も成長している。
サバンナで起きた火災からキアラを救ったコブからプライド・ランドへ戻りたいと要望され、初めは彼がスカーの跡取りという事から反対するが、ナラから説得された事で「しばらくお前の動向を見た後で、結論を出す」という形で一先ず許す事にした。その後もコブへの懐疑心や警戒心がなかなか拭えず葛藤するが、仲を深めていくキアラとコブの姿を見た事や、ナラから諭された事もあって、自身もコブとふたりきりで話をしようとするなど、少しずつ歩み寄ろうとする。だが、その為に繰り出したサバンナでジラ率いるアウト・ランドのライオン達に襲撃されて重症を負い、この襲撃がコブの手引によるものと誤解した事から、コブへの懐疑心が頂点に達し、追放処分を言い渡してしまう。
その後、戦争を仕掛けてきたジラ達と群れを率いて戦うが、その最中に介入してきたキアラとコブの説得でアウト・ランドのライオン達が戦いを放棄したのを見て、自身も考えを改め、コブに謝罪し、最終的に生き残ったすべてのアウト・ランドのライオン達の追放を解いた。
ナラ
サラフィナの娘。キアラの母親で、シンバの幼なじみにして妻。冷静かつ慎み深い王妃として、シンバを支え、キアラとコブの恋を優しく見守る。シンバと違って、コブが悪いライオンではないと信じており、コブを群れに戻すか否か苦悩するシンバに「（コブに）チャンスをあげましょう」と諭したり、ジラ達の襲撃後、コブに裏切られたと思い込んで彼を追放する事を決心したシンバに反対したが、彼の耳に入らなかったため暗い表情をした。戦争でビタニと対戦したが、キアラとコブの説得で納得し、よくここまで成長したと考え、喜んだ。
ラフィキ
プライド・ランドのご意見番であるまじない師のヒヒ。折りにつけ、亡き王ムファサの霊と対話して助言を仰いでいる。キアラとコブの仲を取り持つよう努力するも、追放されたコブを見て肩を落とす。戦争には参戦せず、終戦後はキアラとコブの結婚を祝って鈴を鳴らした。
ティモン
プンバァ
シンバの友人であるミーアキャットとイボイノシシ。キアラのお目付役をシンバから頼まれているが、見つからないように尾行しているはずがすぐに発見されてしまったり、しょっちゅう見失ったり、任務をサボってケンカしたりと、ドジも多い。
最初はシンバ達と同様にコブを警戒し、除け者扱いしていたが、一緒に行動する事で打ち解け合い、仲良くなった。
キアラとコブの恋をこっそり見守り、キアラの背中を押したり、戦争ではティモンがプンバァの尻尾を銃に見立ててアウト・ランドのメスライオンたちに向けて、「少しでも動いたら（プンバァのオナラを）撃ち飛ばすぞ!」と言って撃退するなど、前作同様に要所要所で活躍している。終戦後はキアラとコブの結婚を祝って嬉し涙を流した。
ザズー
かつて、シンバの教育係をしていたサイチョウ。今作はかつてムファサにしていたように、シンバの執事を務めている。おしゃべりな性格は健在。当初はアウト・ランドのコブを除け者扱いしていたが、成長したキアラとコブを見守り、コブが追放されたことを落ち込むキアラを励まし、幸いにも二人が再会するきっかけとなった。戦争ではジラ達の襲来を知らせる伝令を務めた。終戦後はキアラとコブの結婚を祝ってプンバァの涙を浴びた。

### 故人キャラクター（シンバの夢の中で登場）
ムファサ
アハディとウルの長男であるアフリカライオン。
シンバの父親でキアラの祖父。シンバが子どもの頃、スカーによって命を奪われた。空の星となり、シンバを見守っている。
シンバの夢の中では、ヌーの暴走で崖をあがき、シンバが助けようとするもスカーに足を握り締められて、ヌーの行列に落ちる。
ラフィキにキアラとコブの仲を取り持つように仕向けた。
スカー
アハディとウルの次男であるバーバリライオン。
ムファサの実弟で、シンバの叔父でありキアラの大叔父。コブの義父で、ヌカとビタニの実父。
過去、自らが王となるべくムファサを殺し、シンバをプライド・ランドから追いやった。一度は王国を乗っ取ることに成功し、コブを跡取りとして育てるも、戻ってきたシンバとの戦いに敗れ、ハイエナたちに殺される。
シンバの夢の中ではシルエットの姿で大笑いし、甥であるシンバの足を握り締める。ムファサ落下後、シルエットの姿であるスカーはコブの姿に変化し、シンバを突き落としたところで、シンバの目が覚める。

## 挿入歌
- "He Lives in You"（ヒー・リブズ・イン・ユー）
- "We Are One"（私たちはひとつ）（歌 : 井上肇、高野朱華）
- "My Lullaby"（ララバイ）（歌 : 中村晃子、真地勇志、清水理沙）
- "Upendi"（ユペンディ）（歌 : 光井章夫、坂口阿紀、山本耕史）
- "Not One of Us"（よそ者）
- "Love Will Find a Way" (愛の導き）（歌 : 坂口阿紀、山本耕史）

## スペシャル・エディション
- 前作と同じく、また初公開から約5周年の節目としてもか、スペシャル・エディションが2004年7月23日に発売された。短編映画『ワン・バイ・ワン』やゲーム『ティモンとプンバァのプライドランド・ゲーム』等を収録。音声設定が英語の場合は、スタッフロールのBGMが完全に違う（Blu-rayも同様）。

## キャスト
| キャラクター     | 原語版                                          | 吹き替え版                  |
| ---------------- | ----------------------------------------------- | --------------------------- |
| キアラ           | 台詞：ネーヴ・キャンベル 歌：リズ・キャラウェイ | 台詞：佐藤藍子 歌：坂口阿紀 |
| シンバ           | 台詞：マシュー・ブロデリック 歌：カム・クラーク | 台詞：宮本充 歌：井上肇     |
| 子供時代のキアラ | 台詞：ミシェル・ホーン 歌：チャリティ・サノイ   | 高野朱華                    |
| 子供時代のコブ   | ライアン・オドノヒュー                          | 北尾亘                      |
| コブ             | ジェイソン・マースデン                          | 山本耕史                    |
| ジラ             | スザンヌ・プレシェット                          | 中村晃子                    |
| ヌカ             | アンディ・ディック                              | 真地勇志                    |
| ナラ             | モイラ・ケリー                                  | 華村りこ                    |
| ティモン         | ネイサン・レイン                                | 三ツ矢雄二                  |
| プンバァ         | アーニー・サベラ                                | 小林アトム                  |
| ラフィキ         | ロバート・ギローム                              | 台詞：槐柳二 歌：光井章夫   |
| 子供時代のビタニ | レイシー・チャバート                            | 清水理沙                    |
| ビタニ           | ジェニファー・リエン                            | 浅野まゆみ                  |
| ムファサ         | ジェームズ・アール・ジョーンズ                  | 大和田伸也                  |
| ザズー           | エドワード・ヒバート                            | 梅津秀行                    |
| スカー           | ジム・カミングス                                | 仲野裕                      |

## トリビア
- コブが『アラジン』のアラジンとジャファーの対決時のジーニーの真似をしている。
- カバーアートはリック・ローによって作成された。

## 小説
- ライオン・キング2―SIMBA’S PRIDE（ディズニーアニメ小説版） - 2000年1月 ISBN 4037912805

## 同じスタッフとキャラクターのアニメーション
- ライオン・キングのティモンとプンバァ
- ライオン・キング3 ハクナ・マタタ